# Comuni della Repubblica Dominicana
I comuni della Repubblica Dominicana (in spagnolo municipios) costituiscono il secondo livello della divisione amministrativa del Paese. Un comune, a sua volta, può contenere uno o più distretti municipali (distritos municipales).
Nella Repubblica Dominicana sono istituiti 154 comuni nelle 31 province, più il Distrito Nacional, provincia a sé stante composta da un solo comune e situato nella parte centrale della città di Santo Domingo.

## Lista dei comuni
| Comuni                    | Provincia              | Abitanti  |
| Altamira                  | Puerto Plata           | 24 070    |
| Arenoso                   | Duarte                 | 13 934    |
| Azua de Compostela        | Azua                   | 101 218   |
| Bajos de Haina            | San Cristóbal          | 141 050   |
| Baní                      | Peravia                | 175 042   |
| Bánica                    | Elías Piña             | 8 211     |
| Barahona                  | Barahona               | 89 327    |
| Bayaguana                 | Monte Plata            | 38 628    |
| Bisonó                    | Santiago               | 48 623    |
| Boca Chica                | Santo Domingo          | 120 135   |
| Bohechío                  | San Juan               | 9 120     |
| Bonao                     | Monseñor Nouel         | 146 992   |
| Cabral                    | Barahona               | 15 564    |
| Cabrera                   | María Trinidad Sánchez | 27 816    |
| Cambita Garabitos         | San Cristóbal          | 34 891    |
| Castañuela                | Montecristi            | 14 964    |
| Castillo                  | Duarte                 | 17 343    |
| Cayetano Germosén         | Espaillat              | 7 367     |
| Cevicos                   | Sánchez Ramírez        | 14 353    |
| Comendador                | Elías Piña             | 28 770    |
| Concepción de La Vega     | La Vega                | 270 950   |
| Constanza                 | La Vega                | 65 364    |
| Consuelo                  | San Pedro de Macorís   | 35 089    |
| Cotuí                     | Sánchez Ramírez        | 76 539    |
| Cristóbal                 | Independencia          | 6 406     |
| Dajabón                   | Dajabón                | 27 708    |
| Distrito Nacional         | Distrito Nacional      | 1 111 838 |
| Duvergé                   | Independencia          | 17 536    |
| El Cercado                | San Juan               | 24 594    |
| El Factor                 | María Trinidad Sánchez | 27 084    |
| El Llano                  | Elías Piña             | 9 202     |
| El Peñón                  | Barahona               | 4 522     |
| El Pino                   | Dajabón                | 7 145     |
| El Seibo                  | El Seibo               | 80 820    |
| El Valle                  | Hato Mayor             | 8 252     |
| Enriquillo                | Barahona               | 14 838    |
| Esperanza                 | Valverde               | 74 393    |
| Estebanía                 | Azua                   | 8 899     |
| Eugenio María de Hostos   | Duarte                 | 6 174     |
| Fantino                   | Sánchez Ramírez        | 2 3436    |
| Fundación                 | Barahona               | 9 087     |
| Galván                    | Baoruco                | 18 042    |
| Gaspar Hernández          | Espaillat              | 39 801    |
| Guananico                 | Puerto Plata           | 6 333     |
| Guayabal                  | Azua                   | 5 713     |
| Guayacanes                | San Pedro de Macorís   | 12 546    |
| Guaymate                  | La Romana              | 19 421    |
| Guayubín                  | Montecristi            | 38 647    |
| Hato Mayor del Rey        | Hato Mayor             | 63 951    |
| Higüey                    | La Altagracia          | 206 632   |
| Hondo Valle               | Elías Piña             | 12 022    |
| Imbert                    | Puerto Plata           | 24 679    |
| Jamao al Norte            | Espaillat              | 8 446     |
| Jánico                    | Santiago               | 24 098    |
| Jaquimeyes                | Barahona               | 4 459     |
| Jarabacoa                 | La Vega                | 63 503    |
| Jima Abajo                | La Vega                | 29 746    |
| Jimaní                    | Independencia          | 12 402    |
| Juan de Herrera           | San Juan               | 13 198    |
| Juan Santiago             | Elías Piña             | 5 071     |
| La Ciénaga                | Barahona               | 8 632     |
| La Descubierta            | Independencia          | 7 536     |
| La Mata                   | Sánchez Ramírez        | 41 910    |
| La Romana                 | La Romana              | 150 499   |
| Laguna Salada             | Valverde               | 25 998    |
| Las Charcas               | Azua                   | 11 750    |
| Las Guáranas              | Duarte                 | 14 189    |
| Las Matas de Farfán       | San Juan               | 48 359    |
| Las Matas de Santa Cruz   | Montecristi            | 12 990    |
| Las Salinas               | Barahona               | 5 852     |
| Las Terrenas              | Samaná                 | 14 917    |
| Las Yayas de Viajama      | Azua                   | 20 791    |
| Licey al Medio            | Santiago               | 29 619    |
| Loma de Cabrera           | Dajabón                | 16 480    |
| Los Alcarrizos            | Santo Domingo          | 245 345   |
| Los Almácigos             | Santiago Rodríguez     | 11 329    |
| Los Cacaos                | San Cristóbal          | 14 211    |
| Los Hidalgos              | Puerto Plata           | 28 392    |
| Los Ríos                  | Baoruco                | 9 842     |
| Luperón                   | Puerto Plata           | 19 209    |
| Maimón                    | Monseñor Nouel         | 20 233    |
| Mao                       | Valverde               | 89 862    |
| Mella                     | Independencia          | 3 964     |
| Miches                    | El Seibo               | 25 174    |
| Moca                      | Espaillat              | 181 487   |
| Monción                   | Santiago Rodríguez     | 10 731    |
| Monte Plata               | Monte Plata            | 28 070    |
| Montecristi               | Montecristi            | 53 509    |
| Nagua                     | María Trinidad Sánchez | 71 028    |
| Neiba                     | Baoruco                | 43 435    |
| Nizao                     | Peravia                | 27 208    |
| Oviedo                    | Pedernales             | 8 881     |
| Padre Las Casas           | Azua                   | 25 922    |
| Paraíso                   | Barahona               | 14 903    |
| Partido                   | Dajabón                | 8 162     |
| Pedernales                | Pedernales             | 16 597    |
| Pedro Brand               | Santo Domingo          | 52 647    |
| Pedro Santana             | Elías Piña             | 8 854     |
| Pepillo Salcedo           | Montecristi            | 10 068    |
| Peralta                   | Azua                   | 13 285    |
| Peralvillo                | Monte Plata            | 20 544    |
| Piedra Blanca             | Monseñor Nouel         | 27 280    |
| Pimentel                  | Duarte                 | 19 270    |
| Polo                      | Barahona               | 10 480    |
| Postrer Río               | Independencia          | 7 379     |
| Pueblo Viejo              | Azua                   | 12 561    |
| Puerto Plata              | Puerto Plata           | 154 973   |
| Puñal                     | Santiago               | 47 794    |
| Quisqueya                 | San Pedro de Macorís   | 20 701    |
| Ramón Santana             | San Pedro de Macorís   | 10 357    |
| Rancho Arriba             | San José de Ocoa       | 12 833    |
| Restauración              | Dajabón                | 7 459     |
| Río San Juan              | María Trinidad Sánchez | 15 750    |
| Sabana de la Mar          | Hato Mayor             | 18 570    |
| Sabana Grande de Boyá     | Monte Plata            | 38 121    |
| Sabana Grande de Palenque | San Cristóbal          | 19 435    |
| Sabana Iglesia            | Santiago               |           |
| Sabana Larga              | San José de Ocoa       | 12 697    |
| Sabana Yegua              | Azua                   | 22 914    |
| Salcedo                   | Hermanas Mirabal       | 43 413    |
| Samaná                    | Samaná                 | 55 394    |
| San Antonio de Guerra     | Santo Domingo          | 41 724    |
| San Cristóbal             | San Cristóbal          | 273 421   |
| San Francisco de Macorís  | Duarte                 | 184 907   |
| San Gregorio de Nigua     | San Cristóbal          | 33 996    |
| San Ignacio de Sabaneta   | Santiago Rodríguez     | 32 805    |
| San José de las Matas     | Santiago               | 51 240    |
| San José de Los Llanos    | San Pedro de Macorís   | 28 392    |
| San José de Ocoa          | San José de Ocoa       | 43 674    |
| San Juan de la Maguana    | San Juan               | 138 101   |
| San Pedro de Macorís      | San Pedro de Macorís   | 230 023   |
| San Rafael del Yuma       | La Altagracia          | 22 796    |
| Sánchez                   | Samaná                 | 28 509    |
| Santiago                  | Santiago               | 747 576   |
| Santo Domingo Este        | Santo Domingo          | 949 923   |
| Santo Domingo Norte       | Santo Domingo          | 445 333   |
| Santo Domingo Oeste       | Santo Domingo          | 343 226   |
| Sosúa                     | Puerto Plata           | 47 066    |
| Tábara Arriba             | Azua                   | 1 9056    |
| Tamayo                    | Baoruco                | 29 274    |
| Tamboril                  | Santiago               | 58 556    |
| Tenares                   | Hermanas Mirabal       | 32 563    |
| Vallejuelo                | San Juan               | 12 005    |
| Vicente Noble             | Barahona               | 22 938    |
| Villa Altagracia          | San Cristóbal          | 97 242    |
| Villa González            | Santiago               | 38 676    |
| Villa Hermosa             | La Romana              | 76 314    |
| Villa Isabela             | Puerto Plata           | 17 825    |
| Villa Jaragua             | Baoruco                | 14 374    |
| Villa Montellano          | Puerto Plata           | 19 144    |
| Villa Riva                | Duarte                 | 43 371    |
| Villa Tapia               | Hermanas Mirabal       | 27 283    |
| Villa Vásquez             | Montecristi            | 16 094    |
| Yaguate                   | San Cristóbal          | 49 041    |
| Yamasá                    | Monte Plata            | 59 563    |